# Råtjärnarna (Särna socken, Dalarna, 685444-137466)
Råtjärnarna är en sjö i Älvdalens kommun i Dalarna och ingår i Dalälvens huvudavrinningsområde.